# Chitala blanci
Chitala blanci är en fiskart som först beskrevs av D'aubenton, 1965.  Chitala blanci ingår i släktet Chitala och familjen Notopteridae. IUCN kategoriserar arten globalt som nära hotad. Inga underarter finns listade i Catalogue of Life.